# کارستا لوک
کارستا لوک (آلمانی: Carsta Löck; ۲۸ دسامبر ۱۹۰۲ – ۱۹ اکتبر ۱۹۹۳) بازیگر اهل آلمان بود.
کارستا بازیگر فیلم‌هایی همچون زن امروز، دختر هلندی و امیل و خوک بوده‌است. وی همچنین برندهٔ جوایزی همچون جایزه فیلم آلمان شده‌است.